# Radious 100FM
Radious 100FM (en hébreu FM100 רדיוס) est une radio régionale privée israélienne, créée dans les années 90. La radio se nomme aussi Radious HaSharon (רדיוס השרון), du nom de la région où elle est diffusée (Sharon).
Le siège de la radio se situe à Rosh HaAyin.
La radio diffuse principalement de la musique pop. En 2000, la radio signe un accord de partenariat avec la chaîne de télévision MTV Israël.

La radio diffuse aussi les archives de l'ancienne radio Voice of Peace.
En janvier 2007, la radio réalise la meilleure audience des radios privées israéliennes, avec 10,2 % d'audience sur les 18-49 ans.
La radio est détenue par la société Radius Broadcasting Ltd., elle-même détenue par le groupe Eurocom Communications Ltd., la plus grande compagnie de médias israéliens. Cette entreprise possède aussi la radio Radio Lev HaMedinah, et Первое Радио.